# Gravitiranje
U općoj teoriji relativnosti, engleski termin gravitation, u značenju tendencije da masivni objekti uzajamno ubrzavaju (zakrivljavaju prostorvrijeme), korišten je umjesto engleskog termina gravity koji po definiciji znači silu koja uzrokuje gravitaciju.
Pri prijevodu se ova teoretska distinkcija često ne poštuje te se oba termina prevode terminom gravitacija.